# Robin George Collingwood
Robin George Collingwood (Cartmel Fell, Lancashire, 22 de febrero de 1889 – Coniston, Cumbria, 9 de enero de 1943) fue un filósofo, historiador y arqueólogo británico. Reconocido por sus obras Los principios del arte (1938) y La idea de la historia (1946).

## Biografía
Hijo del académico William Garson Collingwood (professor of fine arts de la University of Reading) y de una madre pianista. Se educó en Rugby School y en University College de la Universidad de Oxford, donde se graduó con honores de primera clase recibiendo un reconocimiento en 1920 por su desempeño en griego y latín, y en 1912 por historia antigua y filosofía. Antes de graduarse fue elegido fellow del Pembroke College de Oxford, cargo que ejerció quince años antes de convertirse en profesor de metafísica del Magdalen College de Oxford.
Fue discípulo del historiador y arqueólogo Francis J. Haverfield, en ese momento profesor de Historia Antigua en la cátedra Camden de la Universidad de Oxford. Influencias importantes en Collingwood fueron los idealistas italianos Benedetto Croce, Giovanni Gentile y Guido de Ruggiero, el último, un amigo íntimo. Otras influencias importantes fueron Georg Hegel, Immanuel Kant, Giambattista Vico, Francis H. Bradley y John A. Smith. También John Ruskin, del que había sido alumno su padre. Collingwood fue el único discípulo de Francis J. Haverfield que sobrevivió a la Primera Guerra Mundial.
Después de varios años de accidentes cerebrovasculares, cada vez más debilitantes, Collingwood murió en Coniston, Lancashire, el 9 de enero de 1943. Fue un anglicano practicante durante toda su vida.

## Filosofía de la historia
Collingwood durante los años 30 se encontraba escribiendo dos obras sobre la historia. La primera consistía en una descripción del desarrollo histórico de la idea de la historia; la segunda, unas meditaciones filosóficas sobre la historia. Las dos obras se vieron truncadas por la muerte del filósofo; sin embargo, su alumno Thomas M. Knox editó sus manuscritos para ser publicados en 1946 bajo el título La Idea de la historia. Junto al artículo de Carl Hempel de 1942 La función de las leyes generales en la historia, el libro de Collingwood se transformó en una de las obras más importantes para la filosofía de la historia en el habla inglesa, además de ser usado ampliamente como referencia por los historiadores. Louis O. Mink sostuvo, irónicamente, que Collingwood se iba a convertir en "el mejor mal conocido pensador de nuestra época".
Collingwood categorizó la historia como una ciencia, definiendo una ciencia como "cualquier cuerpo organizado de conocimiento". Sin embargo, distinguió la historia de las ciencias naturales porque las preocupaciones de estas dos ramas son diferentes: las ciencias naturales se ocupan del mundo físico, mientras que la historia, en su uso más común, se ocupa de las ciencias sociales y los asuntos humanos. Collingwood señaló una diferencia fundamental entre conocer las cosas en el presente o en la naturaleza y conocer la historia. Para llegar a conocer el presente se pueden observar la "realidad" tal como existen o tienen sustancia en este momento.
Dado que los procesos de pensamiento internos de las personas históricas no pueden percibirse con los sentidos físicos y los hechos históricos pasados no pueden observarse directamente; por lo tanto, la historia debe ser metodológicamente diferente de las ciencias naturales. La historia, al ser un estudio de la mente humana, está interesada en los pensamientos y motivaciones de los actores de la historia, idea que se resume en su epigrama "toda historia es la historia del pensamiento". Por lo tanto, Collingwood sugirió que un historiador debe "reconstruir" la historia utilizando la "imaginación histórica" para "recrear" los procesos de pensamiento de personajes históricos basados en información y evidencia de fuentes históricas. La recreación del pensamiento se refiere a la idea de que el historiador puede acceder no sólo a un proceso de pensamiento similar al del actor histórico, sino al proceso de pensamiento mismo.
En la comprensión de Collingwood, un pensamiento es una entidad única accesible al público y, por lo tanto, independientemente de cuántas personas tengan el mismo pensamiento, sigue siendo un pensamiento singular. En palabras del filósofo:

[...] los pensamientos deben distinguirse sobre la base de criterios puramente cualitativos, y si hay dos personas que tienen el mismo pensamiento (cualitativamente), hay (numéricamente) sólo un pensamiento, ya que sólo hay un contenido proposicional.

Por lo tanto, si los historiadores siguen la línea correcta de investigación en respuesta a una fuente histórica y razonan correctamente, pueden llegar al mismo pensamiento que tuvo el autor de la fuente histórica y, al hacerlo, "recrear" ese pensamiento.
Collingwood rechazó lo que consideró "historia de tijeras y engrudo" en la que el historiador rechaza una declaración registrada por un agente de la historia porque contradice otra declaración histórica o porque contradice la propia comprensión del mundo por parte del historiador. Como afirma en Principios de la Historia, a veces un historiador se topa con:

[...] una historia que simplemente no puede creer, una historia característica, tal vez, de las supersticiones o prejuicios de la época del autor o del círculo en el que vivió, pero no creíble para una persona en una era más ilustrada y, por lo tanto, omitida.
Los principios de la historia 

Esta, sostiene Collingwood, es una forma inaceptable de hacer historia. Las fuentes que hacen afirmaciones que no se alinean con la comprensión actual del mundo aún fueron creadas por sujetos racionales que tenían razones para crearlas. Por lo tanto, estas fuentes son valiosas y deben investigarse más a fondo para llegar al contexto histórico en el que fueron creadas y por qué.
Las tesis de la historia de Collingwood han sido ampliamente debatidas desde su publicación, destacando los libros de William Dray, Willem van Der Dussen, Anthony Russell, Heikki Saari y Peter Johnson.

## Estética
En Los principios del arte (1938) Collingwood sostuvo, siguiendo a Benedetto Croce, que las obras de arte son esencialmente expresiones de la emoción. Veía el arte como una función necesaria de la mente humana y lo consideraba una actividad colaborativa. Collingwood sostuvo que un papel social importante de los artistas es aclarar y articular las emociones de su comunidad. Conviene notar que en su ensayo "Expressionism in Art" hace una distinción entre expresión y emoción.
Collingwood desarrolló una posición conocida más tarde como expresivismo estético, que no debe confundirse con otros puntos de vista típicamente llamados expresivismo, una tesis desarrollada por primera vez por Benedetto Croce.

## Filosofía política
En política Collingwood defendía los ideales de lo que llamaba liberalismo "en el sentido continental":

La esencia de esta concepción es... la idea de una comunidad que se gobierna a sí misma fomentando la libre expresión de todas las opiniones políticas que toman forma en ella y encontrando algún medio para reducir esta multiplicidad de opiniones a una unidad.
The Philosophy of Enchantment

En su Autobiografía, Collingwood confesó que su política siempre había sido "democrática" y "liberal" y que compartía la opinión de Guido de Ruggiero de que el socialismo había prestado un gran servicio al liberalismo al señalar las deficiencias de la economía del laissez-faire.

## Arqueología
Además de filósofo de la historia, Collingwood era también un historiador en la práctica, así como arqueólogo. En su época fue considerado una autoridad en la Britania romana. Transcurría sus semestres en Oxford enseñando filosofía, pero dedicaba sus vacaciones a la arqueología.
Comenzó a trabajar a lo largo del Muro de Adriano. La casa familiar estaba en Coniston en Distrito de los Lagos y su padre era una figura destacada de la Sociedad Arqueológica de Cumberland y Westmorland. Collingwood participó en varias excavaciones y propuso la teoría de que el Muro de Adriano no era tanto una plataforma de combate sino un paseo elevado de centinela. También sugirió que el sistema defensivo de Adriano incluía varios fuertes a lo largo de la costa de Cumberland.
Estuvo muy activo en la Peregrinación del Muro de 1930 para la que preparó la novena edición del Manual de John Collingwood Bruce.
Su última y más controvertida excavación en Cumbria fue la de una zanja circular cerca de Penrith conocida como la Mesa Redonda del Rey Arturo en 1937. Parecía ser un monumento neolítico Henge ya que se encontraron la base de dos pilares de piedra, una posible zanja de cremación y algunos agujeros para postes. Lamentablemente, su mala salud posterior le impidió emprender una segunda temporada, por lo que el trabajo fue entregado al historiador alemán Gerhard Bersu, quien cuestionó algunos de los hallazgos de Collingwood. Sin embargo, recientemente, Grace Simpson, la hija del excavador F. G. Simpson, cuestionó el trabajo de Bersu y rehabilitó en gran medida el trabajo de Collingwood.
También comenzó lo que sería el trabajo más importante de su carrera arqueológica, preparando un corpus de las inscripciones romanas de Gran Bretaña, lo que implicó viajar por toda Gran Bretaña para ver las inscripciones y dibujarlas. Finalmente preparó dibujos de casi 900 inscripciones que fueron publicados en 1965 por su alumno R. P. Wright.
En vida publicó dos importantes obras arqueológicas. La primera fue La arqueología de la Bretaña romana (1930), un manual de dieciséis capítulos que abarcaba en primer lugar los yacimientos y restos arqueológicos: fuertes, ciudades, templos, inscripciones, monedas, cerámica y broches. Mortimer Wheeler en una reseña, comentó que "al principio parecía un poco fuera de lugar que se sumergiera en tantos detalles de museo... pero estaba seguro de que esto era incidental a su misión principal de organizar su propio pensamiento". Sin embargo, su trabajo más importante fue su contribución al primer volumen de Oxford historia de Inglaterra - Britania romana y los asentamientos ingleses, del cual escribió la mayor parte, añadiendo Nowell Myres la segunda parte, más pequeña, sobre los asentamientos ingleses. El libro fue revolucionario en muchos sentidos porque se propuso escribir la historia de la Bretaña romana desde un punto de vista arqueológico más que histórico, poniendo en práctica su propia creencia en la arqueología de "preguntas y respuestas". El resultado fue atractivo e influyente; sin embargo, como escribió Ian Richmond : "El lector general puede descubrir demasiado tarde que tiene un defecto importante. No distingue suficientemente entre objetivo y subjetivo y combina ambos en una presentación sutil y aparentemente objetiva”. El pasaje más notorio es el del arte romano-británico: "la impresión que persigue constantemente al arqueólogo, como un mal olor, es la de una fealdad que plaga el lugar como una niebla londinense".
Aun más importante para la arqueología británica fue la insistencia de Collingwood en la arqueología de preguntas y respuestas: las excavaciones no deberían realizarse a menos que haya una pregunta que responder. Es una filosofía que, como señala Anthony Birley, ha sido incorporada por English Heritage en las condiciones para el Consentimiento de Monumentos Programados. Ha sido descrito como uno de los primeros defensores de la teoría arqueológica .

## Otras obras
Fuera de la arqueología y la filosofía, también publicó el libro de viajes Bitácora del primer oficial de un viaje a Grecia (1940), relato de un viaje en yate por el Mediterráneo en compañía de varios de sus alumnos. Arthur Ransome era amigo de la familia y aprendió a navegar en su barco. Posteriormente enseñó a navegar a los hijos de su hermano, hechos que le sirvieron de inspiración para la serie de libros Las Andorinas y las Amazonas.

## Obra publicada en vida
- Religion and Philosophy (1916) ISBN 1-85506-317-4
- 'A Philosophy of Progress', The Realist, 1:1, abril de 1929, 64-77
- Roman Britain (1923, ed. 2, 1932) ISBN 0-8196-1160-3
- Speculum Mentis; or The Map of Knowledge (1924)
- Outlines of a Philosophy of Art (1925)
- The Archaeology of Roman Britain (1930)
- An Essay on Philosophic Method (1933, rev. ed. 2005). ISBN 1-85506-392-1
- Roman Britain and the English Settlements (con J. N. L. Myres, 1936, segunda edición en 1937)
- The Principles of Art (1938) ISBN 0-19-500209-1
- An Autobiography (1939) ISBN 0-19-824694-3
- The First Mate's Log of a Voyage to Greece (1940)
- An Essay on Metaphysics (1940, revised edition 1998). ISBN 0-8191-3315-9
- The New Leviathan (1942, rev. ed. 1992) ISBN 0-19-823880-0

## Obra póstuma
Entre sus publicaciones póstumas:
- The Idea of Nature (1945) ISBN 0-19-500217-2
- The Idea of History (1946, revised edition 1993). ISBN 0-19-285306-6
- Essays in the Philosophy of Art (1964)
- Essays in the Philosophy of History (1965) ISBN 0-8240-6355-4
- Essays in Political Philosophy (1989) ISBN 0-19-823566-6
- The Principles of History and Other Writings in Philosophy of History (2001) ISBN 0-19-924315-8
- The Philosophy of Enchantment: Studies in Folktale, Cultural Criticism, and Anthropology (2005) ISBN 0-19-926253-5

## Traducciones
- Collingwood, Robin (1952) [1946]. Idea de la historia (Edmundo O'Gorman y Jorge Hernández Campos, trads.). Ciudad de México: Fondo de Cultura Económica.
- Collingwood, Robin (2005).  Enrique Bocardo; Badillo, Pablo, eds. Historia, Metafísica y Política. Ensayos e Interpretaciones. Sevilla: Servicio de Publicaciones de la Universidad de Sevilla.